# Tony Iommi
Frank Anthony "Tony" Iommi (n. 19 februarie 1948, Aston, Birmingham, Anglia) este un chitarist și compozitor englez, cel mai cunoscut ca fiind unul dintre membrii fondatori ai trupei heavy metal Black Sabbath dar și ca singurul membru constant al formației de-a lungul numeroaselor schimbări de componență .
Iommi este recunoscut ca unul dintre cei mai importanți și influenți chitariști ai muzicii rock. În 2003, Iommi a fost clasat pe locul 86 în topul "Celor mai buni 100 de chitariști ai tuturor timpurilor", top realizat de revista Rolling Stone.

## Discografie
- Heavy Metal Soundtrack ( 1981 - cu diverși artiști )
- Rock Aid Armenia ( 1990 - cu diverși artiști )
- Iommi ( 17 octombrie 2000 )
- The 1996 DEP Sessions ( 28 septembrie 2004 - cu Glenn Hughes )
- Fused ( 11 iulie 2005 - cu Glenn Hughes )